# Gynoplistia aequidentata
Gynoplistia aequidentata är en tvåvingeart som beskrevs av Alexander 1971. Gynoplistia aequidentata ingår i släktet Gynoplistia och familjen småharkrankar. Inga underarter finns listade i Catalogue of Life.